# Akella
Akella (Russisch: Акелла) is een Russisch bedrijf dat computerspellen ontwikkelt en uitgeeft. Het is officieel in 1995 opgericht maar het idee om computerspellen uit te geven en ontwikkelen ontstond in 1993.

## Geschiedenis
In 1997 was Akella het eerste Russische bedrijf dat een buitenlands spel (POD van Ubisoft) in Rusland uitbrachtt. In de jaren daarna verzorgde Akella het uitbrengen van enkele andere spellen en educatieve programma's. In 2000 bracht ze een eigen spel uit: Sea Dogs, een role playing spel over piraten. Een jaar later ontwikkelden ze Age of Sail II, een historisch real-time strategy spel dat zich afspeelt in het zeilvaarttijdperk. In deze jaren (2000 en 2001) werkten ze ook aan de graphics van Persian Wars en Curse of Atlantis: Thorgal’s Quest, beide voor Cyro Interactive.
In 2002 bracht Akella een aantal spellen uit en kondigde het vervolg op Sea Dogs aan. Dit spel werd in 2003 uitgebracht onder de naam Pirates of the Caribbean. Het spel werd hernoemd naar deze naam toen bekend werd dat Walt Disney Pictures de film Pirates of the Caribbean: The Curse of the Black Pearl zou uitbrengen.
Andere spellen van Akella zijn Age of Pirates: Caribbean Tales (2006), PT Boats: Knights of the Sea (2006) en Hard to be a God (2007, gebaseerd op het gelijknamige boek van Arkady en Boris Strugatski).

## Spellen
Een overzicht van de spellen die door Akella zijn ontwikkeld:
- Sea Dogs (2000)
- Age of Sail II (2001)
- Privateer's Bounty (2002)
- Pirates of the Caribbean (eerder bekend als Sea Dogs II, 2003)
- Age of Pirates: Caribbean Tales (2006)
- PT Boats: Knights of the Sea (2007)
- Swashbucklers: Blue & Grey (2007)
- Age of Pirates: Captain Blood (2007)
- Hard to be a God (2007)